# Reprezentacja Turcji na Mistrzostwach Świata w Narciarstwie Klasycznym 2009
Reprezentacja Turcji na Mistrzostwach Świata w Narciarstwie Klasycznym 2009 liczyła 3 sportowców. Najlepszym wynikiem było 69. miejsce (Kelime Çetinkaya) w biegu kobiet na 10 km.

## Medale

### Złote medale
Brak

### Srebrne medale
Brak

### Brązowe medale
Brak

## Wyniki

### Biegi narciarskie mężczyzn
Sprint
- Omer Yusufuoglu - 89. miejsce (odpadł w kwalifikacjach)
- Sebahattin Oglago - 101. miejsce (odpadł w kwalifikacjach)

### Biegi narciarskie kobiet
Sprint
- Kelime Çetinkaya - 74. miejsce (odpadła w kwalifikacjach)

Bieg na 10 km
- Kelime Çetinkaya - 69. miejsce

Bieg na 15 km
- Kelime Çetinkaya - nie ukończyła

Bieg na 30 km
- Kelime Çetinkaya - nie ukończyła